# Serfőző András
Serfőző András (Endrefalva, 1950. május 5. – 2021. április 12.) magyar jogász, országgyűlési képviselő (MSZP).

## Életpályája
A Nógrád megyei Endrefalván született. Az általános iskolát Endrefalván, középiskolai tanulmányait Salgótarjánban végezte, 1968-ban érettségizett. 1974-ben szerzett jogi diplomát az Eötvös Loránd Tudományegyetem Állam- és Jogtudományi Karon. Ezután másfél évig a Nógrád Megyei Tanács V. B. Szervezési Osztályának a munkatársa, majd 1976-tól a szécsényi II. Rákóczi Ferenc Mezőgazdasági Termelőszövetkezet jogtanácsosa volt.
1981-ben ügyvédi szakvizsgát tett. 1984-ben megválasztották a téesz ipari elnökhelyettesének. 1989-től cégbíró volt a Nógrád Megyei Cégbíróságon. Később vállalkozó lett.
Az 1994. évi országgyűlési választásokon – még pártonkívüliként, az MSZP támogatásával – indult Nógrád megye 3. számú, Szécsény központú választókerületében, és szerepelt az MSZP országos listáján (168.) is. ezt követően 2006-ig az MSZP színeiben országgyűlési képviselő volt. Az Alkotmányügyi, illetve a Mezőgazdasági Bizottság munkájában vett részt. 2006 és 2011 között megyei főtanácsos volt.

## Családja
1977 óta volt házas. Felesége Fábián Erzsébet jogász, aki 2002 és 2010 között volt Szécsény város polgármestere. Három lányuk született.

## Művei
- Magyar fiatalok szovjet építőtáborokban 1971-ben; szerzői, Szécsény, 2006